# KROQ
KROQ-FM es una emisora de radio comercial situada en Los Ángeles, California, que emite en 106.7 FM para la zona del Gran Los Ángeles. KROQ-FM se caracteriza por emitir música rock bajo la marca 106.7 K-Rock. La emisora es la abanderada de programas como Loveline, presentado por Dr. Drew Pinsky, y el programa matutino Kevin and Bean Show.

## Historia
La primera estación con la sigla KROQ fue inaugurada en 1972, transmitiendo en el 1500 AM, con un formato tipo el Top 40 americano y contratando disc jockeys de otras estaciones radiales. En 1973, KROQ compró la estación KPPC 106.7 FM, que transmitía rock and roll desde 1968. La estación FM fue renombrada como KROQ-FM. Las dos estaciones efectuaban una transmisión conjunta de idénticos programas hasta 1978, cuando la estación AM fue vendida.
A comienzos de los años 1990, KROQ fue comprada por Infinity Broadcasting. KROQ transmite música alternativa, new wave, punk pop, nu metal, rap e indie.

## Personalidades de la radio
El temprano éxito de la emisora de radio puede ser atribuido a los principios casi anárquicos de la estación, tocando música que no estaba siendo pasada en ninguna parte. Las personalidades y su buena voluntad de explorar y tomar riesgos condujeron al éxito de la estación entre el punk joven emergente y la nueva escena New Wave de finales de los `70 y principios de los `80. Rodney on the Roq era el nuevo gurú de música original, mientras Richard Blade, Freddy Snakeskin, Dusty Street y Jed The Fish defendían la escena musical emergente del Reino Unido.

## Lista de capillas en KROQ
- 30 Seconds to Mars
- Alkaline Trio

- The Ataris
- Bad Religion
- Beastie Boys
- Beck
- Björk
- blink-182
- Blur
- Brand New
- Cake
- Coldplay
- Cypress Hill
- Daft Punk
- Devo
- Disturbed
- Eminem
- Flobots
- Franz Ferdinand
- Good Charlotte
- Green Day
- Incubus
- Jack Johnson
- Jane's Addiction
- Katy Perry
- The Killers
- KoЯn
- Less Than Jake
- Limp Bizkit
- Linkin Park
- Meat Puppets
- Metallica
- Muse
- My Chemical Romance
- Nirvana
- No Doubt
- Panic at the Disco
- The Offspring
- A Perfect Circle
- Queens of the Stone Age
- Radiohead
- Rancid
- Rage Against the Machine
- Rise Against
- Red Hot Chili Peppers
- Scars on Broadway
- Smashing Pumpkins
- Social Distortion
- Sponge
- Staind
- Sublime
- Sum 41
- 311
- Taking Back Sunday
- Toadies
- Tool
- Trapt
- The Used
- Velvet Revolver
- Violent Femmes
- Weezer
- +44

## Equipo
- Kevin and Bean
- Doc on the 'ROQ
- Jed the Fish
- Stryker
- Tami Heide
- Jason Bentley
- Rodney Bingenheimer